# Lom-et-Djérem
Departament Lom-et-Djérem – departament w Regionie Wschodnim w Kamerunie ze stolicą w Bertoua. Na powierzchni 26 345 km² żyje około 228,7 tys. mieszkańców.